# Приморлаг (1947—1953)
Приморський виправно-трудовий табір, Приморлаг (1947-1953)  - підрозділ, що діяв в системі виправно-трудових установ СРСР.

## Історія
Приморлаг був створений в 1947 році, а в 1949 році був реформований в Приморське табірне відділення. Управління Приморлага розташовувалося в місті Хабаровськ. Оперативне командування здійснювало Спеціальне головне управління Главспеццветмета (СГУ) при Управлінні виправно-трудових таборів і колоній Управління внутрішніх справ Хабаровського краю. Після реформування правоохоронної системи СРСР увійшов до складу Головного управління виправно-трудових таборів (ГУЛАГ) Міністерства юстиції.
Максимальна одноразова кількість ув'язнених могло становити більше 1 500 чоловік.
Приморлаг припинив своє існування в 1953 році.

## Виконувані роботи
- роботи в тресті «Приморзолото»,
- гірничі роботи,
- капітальне буд-во, обслуговування з-да п/я 38 Міністерства збройних сил,
- лісодровозаготовки